# Acacia hadiensis
Acacia hadiensis é uma espécie de leguminosa do gênero Acacia, pertencente à família Fabaceae.